# Cobitis choii
Cobitis choii és una espècie de peix de la família dels cobítids i de l'ordre dels cipriniformes.

## Morfologia
- Els mascles poden assolir 8,5 cm de llargària total.[5][6]

## Reproducció
És ovípar.

## Hàbitat
Viu en zones de clima subtropical.

## Distribució geogràfica
Es troba al sud de la Península de Corea i a la conca del riu Amur (Rússia).